# Atletica leggera ai Giochi della XIX Olimpiade - Salto con l'asta

Video della Finale (film ufficiale dei Giochi)

Il salto con l'asta ha fatto parte del programma maschile di atletica leggera ai Giochi della XIX Olimpiade. La competizione si è svolta nei giorni 14 e 16 ottobre 1968 allo Stadio Olimpico Universitario di Città del Messico.

## L'eccellenza mondiale
| Campione olimpico 1964 | 5,10      | Fred Hansen      | Rit. 1964 |
| Campione europeo 1966  | 5,10      | Wolfgang Nordwig | Presente  |
| Primatista europeo     | 5,37 1968 | Hervé D'Encausse | Presente  |
| Vincitore Trials USA   | 5,41      | Robert Seagren   | Presente  |

## Risultati

### Turno eliminatorio
Qualificazione4,90 m
Ben 15 atleti raggiungono la misura richiesta.
| Pos. | Atleta                | Nazione          | Misura | Nota |
| ---- | --------------------- | ---------------- | ------ | ---- |
| 1    | Wolfgang Nordwig      | Germania Est     | 4,90   | Q    |
| 1    | John Pennel           | Stati Uniti      | 4,90   | Q    |
| 3    | Altti Alarotu         | Finlandia        | 4,90   | Q    |
| 3    | Erkki Mustakari       | Finlandia        | 4,90   | Q    |
| 3    | Hervé d'Encausse      | Francia          | 4,90   | Q    |
| 3    | Claus Schiprowski     | Germania Ovest   | 4,90   | Q    |
| 3    | Khristos Papanikolaou | Grecia           | 4,90   | Q    |
| 3    | Hennadiy Bleznitsov   | Unione Sovietica | 4,90   | Q    |
| 9    | Bob Seagren           | Stati Uniti      | 4,90   | Q    |
| 10   | Kjell Isaksson        | Svezia           | 4,90   | Q    |
| 11   | Heinfried Engel       | Germania Ovest   | 4,90   | Q    |
| 12   | Casey Carrigan        | Stati Uniti      | 4,60   |      |

| Pos. | Atleta              | Nazione          | Misura | Nota |
| ---- | ------------------- | ---------------- | ------ | ---- |
| 1    | Ignacio Sola        | Germania Est     | 4,90   | Q    |
| 1    | Mike Bull           | Stati Uniti      | 4,90   | Q    |
| 1    | Kiyoshi Niwa        | Finlandia        | 4,90   | Q    |
| 4    | Aleksandr Malyutin  | Finlandia        | 4,90   | Q    |
| 5    | Pantelis Nikolaidis | Francia          | 4,80   |      |
| 6    | Enrico Barney       | Germania Ovest   | 4,80   |      |
| 7    | Klaus Lehnertz      | Grecia           | 4,75   |      |
| 8    | John-Erik Blomqvist | Unione Sovietica | 4,75   |      |
| 9    | Wu Ah-Min           | Stati Uniti      | 4,50   |      |
| 10   | Heinz Wyss          | Svezia           | 4,50   |      |
| -    | Ingo Peyker         | Germania Ovest   | NM     |      |

### Finale
Tutti attendono il primatista mondiale, Seagren, sperando in un duello con il tedesco est Nordwig. Invece è una lotta avvincente a tre: tra i due si mette in mezzo il tedesco ovest Schiprowski, che in finale si migliora passando da un personale di 5,18 prima dei Giochi a 5,40.

I tre migliori arrivano a questa misura poi, stanchi dopo sette ore di gara, non riescono a fare meglio. Vince Seagren per minor numero di prove ed errori.
| Pos  | Atleta                | Paese            | 4,60 | 4,80 | 4,90 | 5,00 | 5,05 | 5,10 | 5,15 | 5,20 | 5,25 | 5,30 | 5,35 | 5,40 | 5,45 | Misura | Note            |
| ---- | --------------------- | ---------------- | ---- | ---- | ---- | ---- | ---- | ---- | ---- | ---- | ---- | ---- | ---- | ---- | ---- | ------ | --------------- |
|      | Bob Seagren           | Stati Uniti      |      |      |      |      | O    | -    | -    | XO   | -    | O    | -    | XO   | XXX  | 5,40   | Record olimpico |
|      | Claus Schiprowski     | Germania Ovest   |      |      | O    | O    | -    | O    | -    | O    | XO   | O    | XO   | XO   | XXX  | 5,40   | Record olimpico |
|      | Wolfgang Nordwig      | Germania Est     |      |      |      | XO   | -    | -    | -    | O    | -    | O    | O    | XXO  | XXX  | 5,40   | Record olimpico |
| 4    | Khristos Papanikolaou | Grecia           |      | O    |      | O    | -    | -    | O    | -    | XO   | XO   | O    | XXX  |      | 5,35   |                 |
| 5    | John Pennel           | Stati Uniti      | –    | –    | –    | –    | O    | –    | –    | XO   | –    | XO   | XXO  | XXX  | –    | 5,35   |                 |
| 6    | Hennadiy Bleznitsov   | Unione Sovietica | O    | -    | O    | -    | -    | O    | -    | O    | -    | XO   | XXX  |      |      | 5,30   |                 |
| 7    | Hervé d'Encausse      | Francia          |      |      |      | O    | -    | -    | XO   | -    | O    | -    | XXX  |      |      | 5,25   |                 |
| 8    | Heinfried Engel       | Germania Ovest   |      | O    | -    | XXO  | -    | XO   | -    | O    | XXX  |      |      |      |      | 5,20   |                 |
| 9    | Ignacio Sola          | Spagna           |      | XO   | -    | O    | -    | XO   | O    | XXO  | XXX  |      |      |      |      | 5,20   |                 |
| 10   | Kjell Isaksson        | Svezia           |      |      | O    | -    | XO   | -    | O    | XXX  |      |      |      |      |      | 5,15   |                 |
| 11   | Kiyoshi Niwa          | Giappone         |      | O    | O    | O    | -    | O    | XO   | XXX  |      |      |      |      |      | 5,15   |                 |
| 12   | Aleksandr Maljutin    | Unione Sovietica | O    | -    | O    | O    | -    | XXX  |      |      |      |      |      |      |      | 5,00   |                 |
| 13   | Mike Bull             | Regno Unito      |      | XO   | O    | XO   | -    | XXX  |      |      |      |      |      |      |      | 5,00   |                 |
| 14   | Altti Alarotu         | Finlandia        |      |      |      | XXO  | Rit. |      |      |      |      |      |      |      |      | 5,00   |                 |
| N.C. | Erkki Mustakari       | Finlandia        |      | XXX  |      |      |      |      |      |      |      |      |      |      |      | NM     |                 |